# Daulatpur (Khulna)
Daulatpur è un sottodistretto (upazila) del Bangladesh situato nel distretto di Kushtia, divisione di Khulna. Si estende su una superficie di 468,76 km² e conta una popolazione di 360.706 abitanti (dato censimento 1991).